# Jürgen Krämer

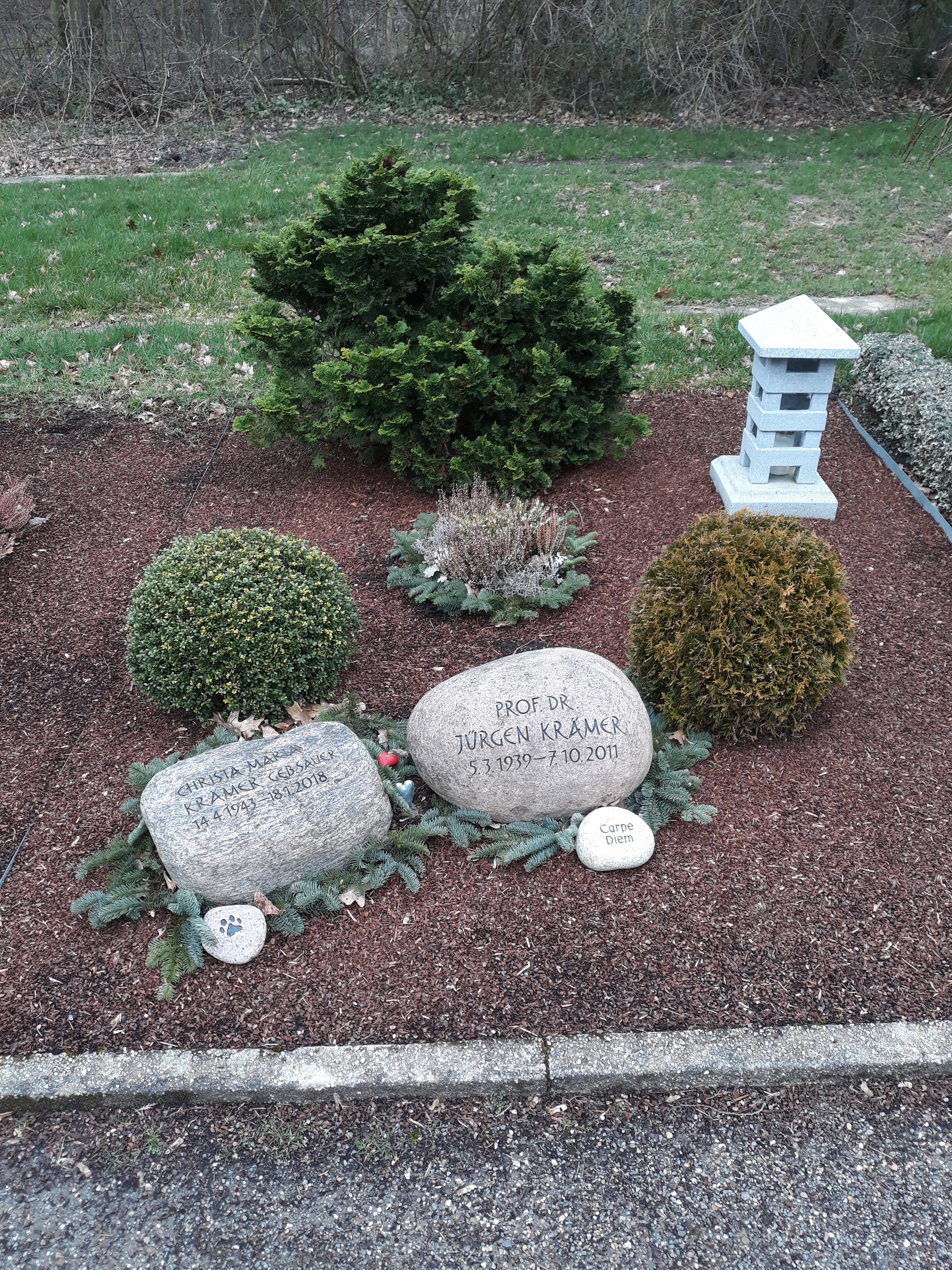
Das Grab von Jürgen Krämer und seiner Ehefrau Christa Maria auf dem Friedhof Querenburg in Bochum.

Jürgen Krämer (* 5. März 1939 in Berlin; † 7. Oktober 2011 in Bochum) war ein deutscher Orthopäde und Hochschulprofessor.

## Leben
Jürgen Krämer wurde am 5. März 1939 in Berlin geboren. Nach Schule und Abitur studierte er von 1958 bis 1964 an der FU Berlin Medizin, wo er auch seine chirurgische Ausbildung begann. Ab 1967 war Krämer in Düsseldorf an der Heinrich-Heine-Universität tätig, wo er neben seiner Facharztausbildung zum Orthopäden auch mit dem Thema „Biomechanische Veränderungen der Wirbelsäule“ habilitierte. Bis 1980 war er in Düsseldorf als Oberarzt tätig.
Zum 1. Januar 1981 wechselte er nach Bochum, wo er die Orthopädische Universitätsklinik Bochum an der Ruhr-Universität Bochum begründete, deren Leitung er bis zum 1. Oktober 2007 innehatte.
Er beeinflusste in Deutschland die orthopädische Schmerztherapie und die Rückenschule.
Ab 1983 gab Krämer ein Standardlehrbuch für die Orthopädie heraus; später gemeinsam mit Joachim Grifka.

## Auszeichnungen und Tätigkeiten
- 1973 Hufelandpreis
- 1987 und 2000 Carl-Rabl Preis
- 1997 Mitglied der Deutschen Akademie der Naturforscher Leopoldina
- 2002 Erich-Lexer-Preis
- 1993 Präsident der International Society for the Study of the Lumbar Spine
- 1996–1998 Präsident der European Spine Society
- 1995 und 1996 Präsident der Deutschen Gesellschaft für Orthopädie und orthopädische Chirurgie
- Mitherausgeber mehrerer Fachzeitschriften

## Schriften (Auswahl)

### Monographien
- Biomechanische Veränderungen im lumbalen Bewegungssegment (Die Wirbelsäule in Forschung und Praxis. Band 58). Hippokrates, Stuttgart 1973.
- Bandscheibenschäden. Verhütung durch Vorbeugen. Goldmann, München 1973.
- Funktionelle Behandlung der Hüftdysplasie und Hüftverrenkung (Bücherei des Orthopäden. Band 14). Enke, Stuttgart 1975.
- Bandscheibenbedingte Erkrankungen. Thieme, Stuttgart 1978.
- Orthopädie. Begleittext zum Gegenstandskatalog. Springer, Berlin / Heidelberg 1983.
- Osteoporose. Diagnostik, Therapie und Prophylaxe. Wissenschaftliche Verlagsgesellschaft, Stuttgart 1991.

### Sammelwerke
- gemeinsam mit Christian G. Nentwig: Orthopädische Schmerztherapie. Enke, Stuttgart 1999.
- gemeinsam mit Odo Köster (Hrsg.): MRT-Atlas der Lendenwirbelsäule. Thieme, Stuttgart 2001.
- Herausgeber von: Wirbelsäule, Thorax. In: Orthopädie und Orthopädische Chirurgie. Das Standardwerk für Klinik und Praxis. herausgegeben von: Carl Joachim Wirth und Ludwig Zichner. Thieme, Stuttgart 2004.
- gemeinsam mit Andreas Wilcke und Robert Krämer (Hrsg.): Wirbelsäule und Sport. Empfehlungen von Sportarten aus orthopädischer und sportwissenschaftlicher Sicht. Deutscher Ärzteverlag, Köln 2005.
- gemeinsam mit Robert Krämer und Jörg Herdmann (Hrsg.): Mikrochirurgie der Wirbelsäule. Lumbaler Bandscheibenvorfall und Spinalkanalstenose. Thieme, Stuttgart 2005.
- gemeinsam mit Robert Krämer und Theodoros Theodoridis: Die lumbale Spinalkanalstenose. Springer, Berlin / Heidelberg 2012.